# Budgetierung (Kommunikationspolitik)
Die Budgetierung ist ein zentraler Entscheidungstatbestand im Rahmen der Kommunikationsplanung. Dabei ist von zwei Ausgangspunkten auszugehen: Den Kommunikationszielen und den vorgesehenen Maßnahmen. Hierbei sind die Probleme der Festlegung der Budgethöhe und die Verteilung des Budgets in zeitlicher und sachlicher Hinsicht zu lösen. Nach der Festlegung der Höhe des Gesamtbudgets wird das Budget im Rahmen der Streuplanung auf die Produkte, die Werbeträger und Werbemittel sowie nach Regionen in zeitlicher und sachlicher Hinsicht verteilt. Dabei ist immer die Problematik der Mediaselektion zu beachten.

## Der idealtypische Ablauf
Nach der Festlegung der Kommunikationsziele und der angedachten Kommunikationsmaßnahmen wird ein vorläufiges Budget, also die erwarteten Durchführungskosten der Maßnahmen, berechnet. Sollte dieses vorläufige Budget das erwartete maximale Budget übersteigen, werden die Ziele und die Maßnahmen der Kommunikation nochmals überdacht und umstrukturiert, woraufhin ein weiteres vorläufiges Budget berechnet wird. Falls das vorläufige Budget das erwartete maximale Budget nicht übersteigt, also die erwarteten Durchführungskosten „finanzierbar“ sind, werden die geforderten finanziellen Mittel freigegeben.

## Klassifizierungsmöglichkeiten der Methoden
Es gibt eine Vielzahl von Methoden und Kriterien zur Bestimmung der Budgethöhe.
Die Methoden lassen sich anhand von 2 Kriterien systematisieren:
1. Das erste Kriterium sind die wirkungsgestützten und nicht-wirkungsgestützten Methoden. Die wirkungsgestützten Methoden bilden den Zusammenhang zwischen der Budgethöhe und dem Zielerreichungsgrad in einer Responsefunktion ab. Die nicht-wirkungsgestützten Methoden hingegen vernachlässigen diesen Wirkungszusammenhang.
2. Das zweite Kriterium wird durch die monovariablen und die polyvariablen Ansätze dargestellt. Bei den monovariablen Ansätzen wird die Budgethöhe aufgrund eines einzelnen Einflussfaktors bestimmt, wohingegen bei den polyvariablen Ansätzen diese durch mehrere Einflussfaktoren bestimmt wird.

## Die einzelnen Methoden
Unter die monovariablen nicht-wirkungsgestützten Methoden fallen die Planungskennziffern und die Ziel-Aufgabenmethode.
Zu den monovariablen wirkungsgestützten Methoden gehören die Responsefunktionen mit linearem, degressivem und s-förmigem Verlauf.

### Monovariable nicht-wirkungsgestützte Methoden
Monovariable nicht-wirkungsgestützte Methoden beziehen sich nur auf einen Einflussfaktor und lassen den Zusammenhang zwischen der Budgethöhe und dem Zielerreichungsgrad außer Acht.

#### Planungskennziffern
Dies wird deutlich wenn man sich die vier bekanntesten Planungskennziffern anschaut.
1. Ausrichtung an den verfügbaren finanziellen Mitteln: Hierbei orientiert man sich bei der Budgethöhe lediglich an den vorhandenen liquiden finanziellen Mitteln. (Annahme: In der Kasse ist viel Geld, also wird auch ein hohes Budget freigegeben)
2. Ausrichtung am Umsatz: Die Budgethöhe wird der Höhe des gesamten Umsatzes des Unternehmens angepasst. (Annahme: Das unternehmen macht einen sehr großen Umsatz, aber im Vergleich zum Umsatz einen relativ niedrigen Gewinn, dennoch wird ein hohes Budget für die Kommunikationsmaßnahmen freigegeben)
3. Ausrichtung am Gewinn: Der gleiche Vorgang wie beim Punkt davor nur das man sich an der Höhe des Gewinns, den das Unternehmen erwirtschaftet orientiert.
4. Ausrichtung an den Werbeaufwendungen der Konkurrenz: Die Marktposition, der Umsatz und der Gewinn des eigenen Unternehmens werden bei der Festlegung des Budgets vernachlässigt. Nur die Werbeausgaben der Konkurrenz werden berücksichtigt und das eigene Budget dem der Konkurrenz angepasst.

Der Vorteil bei diesen Planungskennziffern ist, dass ein sehr geringer Datenaufwand nötig ist, um zu einer Entscheidung über die Budgethöhe zu kommen. Die Einfachheit dieser Modelle sowie die schnelle Ergebnisgewinnung machen sie sehr reizvoll, wenn man z. B. in einen neuen Markt einsteigen will. Zu den Nachteilen dieser Methode gehört die fehlende methodische Orientierung bei der Parameterbestimmung. Des Weiteren besteht bei der zweiten Methode die Gefahr der prozyklischen Orientierung der Kommunikationspolitik in sich. Das Verfahren basiert auf einem Zirkelschluss der irreführend sein kann und somit die Möglichkeit besteht, dass er zu falschen Entscheidungen führt.
Bei der ersten und dritten Methode ist der fehlende sachlogische Zusammenhang und die Gefahr der Fehlallokation zu bemängeln. Des Weiteren gibt es keinen zurechtfertigenden Zusammenhang zwischen den Werbeaufwendungen und den vorhandenen finanziellen Mitteln.
Die vierte Methode ist ein Instrument zur Einschätzung der eigenen Lage, bietet aber durch die unterschiedlichen Situationsbedingungen kein eindeutiges Kriterium zur Festlegung des eigenen Budgets.

#### Ziel- und Aufgabenmethode
Der Planungsprozess dieser Methode läuft in drei Schritten ab:
Beim ersten Schritt werden die Werbeziele festgelegt. Dabei ist zwischen quantitativen und qualitativen Zielen zu unterscheiden. 
Die durchzuführenden Aktionen und Aufgaben, die zur Erreichung dieser Ziele nötig sind, werden festgelegt und beschrieben.
Als dritten und letzten Schritt werden die Kosten für die Durchführung der ermittelten Aktionen berechnet.
Ein Vorteil ist wieder die Einfachheit dieses Modells sowie dass ein logischer Zusammenhang zwischen den Zielgrößen und Kommunikationsmaßnahmen besteht.
Dieses Modell ermöglicht des Weiteren, wenn auch eingeschränkt, die Berücksichtigung diverser weiterer Einflussfaktoren. Im Vergleich zu den Planungskennziffern hat die Ziel- und Aufgabenmethode einen relativ hohen Planungsaufwand der sich im Zeitaufwand der Durchführung dieser Methode widerspiegelt.
Wie bei allen nicht-wirkungsgestützten Methoden wird der Zusammenhang zwischen der Budgethöhe und dem Zielerreichungsgrad nicht berücksichtigt und es findet keine Prüfung der Kosten-Nutzen-Verhältnisse von Zielerreichungsgraden statt.

### Monovariable wirkungsgestützte Methoden

#### Werbe-Response-Funktion
Werbe-Response-Funktionen beruhen auf empirisch ermittelten Kennwerten und stellen den Ursache-Wirkung-Zusammenhang zwischen dem Kommunikationsbudget und einer Zielgröße der Kommunikation dar.
Daraus lassen sich Pläne für die Zukunft und genaue Prognosen ableiten und es wird von einem positiven Zusammenhang zwischen Kommunikationsbudget und Kommunikationsziel ausgegangen (bei einer Reaktanz verursachenden Kommunikation kann das natürlich auch anders sein).
Generell lassen sich 3 zentrale Arten von Werbewirkungsfunktionen unterscheiden: die lineare Werbewirkungsfunktion, die degressive Werbewirkungsfunktion und die s-förmige Werbewirkungsfunktion.

##### Lineare Werbewirkungsfunktion
Beispiel für eine lineare Werbewirkungsfunktion:
{\displaystyle X(W)=a+b\cdot W}
mit
{\displaystyle X} = Zielgröße Absatz in Abhängigkeit von {\displaystyle W}.
{\displaystyle W} = Werbebudget
{\displaystyle a} = positiver Parameter.
Aus {\displaystyle W=0} ergibt sich {\displaystyle X(W)=a}.
{\displaystyle a} stellt somit den vom Budget unabhängigen Basisabsatz dar.
Aus {\displaystyle W=\infty } ergibt sich {\displaystyle X(W)=\infty }.
Es wird ein positiver linearer Zusammenhang zwischen den Werbeaufwendungen und dem erzielten Absatz angenommen.

##### Degressive Werbewirkungsfunktionen
Da davon ausgegangen werden kann, dass die Kommunikationswirkung sich nicht beliebig steigern lassen kann, sondern durch einen maximalen Wert begrenzt ist, sind degressive und s-förmige Funktionen in der Regel realistischer. Beide wurden bereits empirisch belegt.
Beispiel für eine degressive Werbewirkungsfunktion:
{\displaystyle X(W)=x+e^{a-b/W}}
mit
{\displaystyle X} ist der Absatz in Abhängigkeit vom Werbebudget {\displaystyle W}.
{\displaystyle a} ist ein positiver Skalierungsparameter und {\displaystyle b} ein positiver Responseparameter (je kleiner {\displaystyle b} desto schneller steigt die Funktion).
Aus {\displaystyle W=0} ergibt sich {\displaystyle X(W)=x}.
{\displaystyle x} stellt hiermit den vom Kommunikationsbudget unabhängigen Basisabsatz dar.
Aus {\displaystyle W=\infty } ergibt sich {\displaystyle X(W)=x+e^{a}}.
Somit stellt {\displaystyle x+e^{a}} den Maximalabsatz dar, der auch durch eine Erhöhung des Werbebudgets nicht erhöht werden kann.

##### S-förmige Werbewirkungsfunktionen
Beispiel für eine s-förmige Werbewirkungsfunktion:
{\displaystyle X(W)={\frac {x}{1+e^{a-b/W}}}}
mit
{\displaystyle W} = Werbebudget
{\displaystyle X(W)} = Zielgröße
{\displaystyle a} = positiver Skalierungsparameter
{\displaystyle b} = positiver Responseparameter
{\displaystyle x} = Sättigungsmenge (maximale Absatzmenge)
Aus {\displaystyle W=\infty } ergibt sich {\displaystyle X(W)=x} und mit {\displaystyle W=0} ergibt sich der Grundabsatz von {\displaystyle x/(1+e^{a})}.
Vorteile:
- quantifizierbare Größen
- Berücksichtigung der Wirkung
- Prognosen und Planung möglich

Nachteile:
- bislang nur eine unabhängige Größe mit einbezogen, gibt es weitere?
- wie stabil sind die Wirkungsbeziehungen?
- Umweltbedingungen werden als konstant stabil angesehen → diese Modelle sind nur unter relativ stabilen Bedingungen zur Anwendung geeignet.